# Clausius (cráter)
Clausius es un cráter de impacto que se encuentra en la parte suroeste de la Luna, en el pequeño mare lunar llamado Lacus Excellentiae. Está completamente rodeado por el material del mare, aunque el pequeño cráter satélite Clausius A se encuentra justo al norte. El borde de Clausius es bajo y agudo, con una forma ligeramente ovalada que es más larga en la dirección norte-sur. El suelo interior ha sido inundado por lava basáltica, por lo que aparece a nivel y sin rasgos, con una superficie más oscura que coincide con la del mare que rodea el exterior del cráter.
|  |

## Cráteres satélite
Por convención estos elementos son identificados en los mapas lunares poniendo la letra en el lado del punto medio del cráter que está más cerca de Clausius.
|          | \| Clausius \| Coordenadas \| Diámetro \| \| -------- \| ------------------------------ \| -------- \| \| A \| 36°18′S 43°54′O / -36.3, -43.9 \| 7 km \| \| B \| 36°00′S 40°06′O / -36.0, -40.1 \| 23 km \| \| BA \| 35°42′S 40°06′O / -35.7, -40.1 \| 17 km \| \| C \| 35°24′S 38°54′O / -35.4, -38.9 \| 15 km \| \| D \| 38°12′S 44°36′O / -38.2, -44.6 \| 18 km \| \| E \| 36°24′S 45°30′O / -36.4, -45.5 \| 6 km \| \| F \| 36°30′S 38°06′O / -36.5, -38.1 \| 26 km \| \| G \| 37°06′S 41°00′O / -37.1, -41.0 \| 6 km \| \| H \| 37°48′S 39°36′O / -37.8, -39.6 \| 7 km \| \| J \| 37°12′S 42°42′O / -37.2, -42.7 \| 4 km \| |          |
| Clausius | Coordenadas | Diámetro |
| A        | 36°18′S 43°54′O / -36.3, -43.9 | 7 km     |
| B        | 36°00′S 40°06′O / -36.0, -40.1 | 23 km    |
| BA       | 35°42′S 40°06′O / -35.7, -40.1 | 17 km    |
| C        | 35°24′S 38°54′O / -35.4, -38.9 | 15 km    |
| D        | 38°12′S 44°36′O / -38.2, -44.6 | 18 km    |
| E        | 36°24′S 45°30′O / -36.4, -45.5 | 6 km     |
| F        | 36°30′S 38°06′O / -36.5, -38.1 | 26 km    |
| G        | 37°06′S 41°00′O / -37.1, -41.0 | 6 km     |
| H        | 37°48′S 39°36′O / -37.8, -39.6 | 7 km     |
| J        | 37°12′S 42°42′O / -37.2, -42.7 | 4 km     |